# Ottilien jezici
Ottilien jezici (privatni kod: otti; isto i Ottilen), manja skupina ramu jezika s Papue Nove Gvineje. Po prijašnjoj klasifikaciji pripadali su široj skupini ruboni koja je osim njih obuhvaćala i jezike Misegian, danas Mikarew, s jezicima kire [geb], aruamu [msy] i sepen [spm].
Otilienskih pet jezika su:
a. Borei (1)  Mbore [gai] ; 2.090 (2003 SIL) u provinciji Madang.
b) bosmun-awar (2) jezika: Awar [aya]; 1.090 (2003 SIL) također u provinciji Madang; Bosmun [bqs]; 1.300 (2004 PBT), provincija Madang.
c) watam (2) jezika: Kayan [kct]; 600 (2004 PBT), provincija Madang; Marangis [wax] 590 (2003 SIL) provincije Madang i East Sepik.

## Vanjske poveznice
- Ethnologue (14th)
- Ethnologue (15th)